# ГЕС Nányāhé 3
ГЕС Nányāhé 3 (南桠河三级水电站) — гідроелектростанція у центральній частині Китаю в провінції Сичуань. Знаходячись між ГЕС Yáohébà (вище по течії) та ГЕС Xǐmǎgū (42 МВт), входить до складу каскаду на річці Nányāhé, правій притоці Дадухе, яка в свою чергу є правою притокою Міньцзян (впадає ліворуч до Янцзи). 
В межах проекту річку перекрили бетонною греблею висотою 21 метр та довжиною 163 метра, яка утримує невелике водосховище з об’ємом лише 70 тис м3 та припустимим коливанням рівня поверхні між позначками 1363,5 та 1369,5 метра НРМ. Зі сховища через правобережний гірський масив прокладено дериваційний тунель довжиною 7 км. 
Основне обладнання станції становлять три турбіни потужністю по 40 МВт, які забезпечують виробництво 650 млн кВт-год електроенергії на рік.